# Heinz Hess (Unternehmer)
Heinz Hess (* 9. April 1941 in Oberdachstetten, Mittelfranken; † 18. März 2006) war ein deutscher Unternehmer und Pionier im Bereich der natürlichen Kleidung. Er gründete das Unternehmen Hess Natur.

## Leben
Heinz Hess, Sohn eines Viehhändlers, machte zunächst eine Lehre als Viehhändler, trat dann aber nicht in den väterlichen Betrieb ein, sondern studierte Betriebswirtschaftslehre in Pforzheim. Er arbeitete danach im Marktforschungsbereich des amerikanischen Pharmakonzerns Eli Lilly und wurde dort in kurzer Zeit zum Produktmanager befördert.
1976 gab er diese Karriere auf, um sich dem Vertrieb von Kleidung aus natürlichen, chemisch unbehandelten Stoffen zu widmen. Diese Entscheidung wurde beeinflusst von den Gedanken der Anthroposophie, in der Hess einen Weg zur Harmonie von Mensch und Natur sah. Die Gründung eines Versandhandels für Naturtextilien für die ganze Familie gemeinsam mit Dorothea Hess (gemeinsame Geschäftsidee, gemeinsame Gründung 1976, gemeinsame Geschäftsführung bis 1982) als „Dorothea Hess – Versand naturgemäßer Waren“ fiel in eine Zeit des ökologischen Aufbruchs. Das Bedürfnis nach einer Alternative zu den synthetischen oder chemisch hoch ausgerüsteten Fasern war bei vielen Verbrauchern groß. So konnte sich der Versandhandel aus kleinsten Anfängen im Keller des Hess’schen Einfamilienhauses schnell zum größten branchenspezifischen Öko-Unternehmen mit Sitz in Bad Homburg vor der Höhe entwickeln. In der Anfangszeit war die Beschaffung ökologisch produzierter Kleidung durchaus schwierig. Es war nötig, bis hin zum ökologischen Anbau der Fasern, eng mit den Lieferanten zusammenzuarbeiten und dort auch unternehmerisches Risiko zu übernehmen. Heute hat „hessnatur“ 700.000 Kunden und arbeitet zusammen mit Produzenten aus der ganzen Welt.
1998 übernahm Heinz Hess zusätzlich das Versandhaus „Kunst und Spiel“, das heute unter dem Namen „Livipur Kinder. Spiel. Versand GmbH“ firmiert. Heinz Hess verkaufte sein Unternehmen 2001 an die Neckermann AG.
Heinz Hess unterstützte die Umweltbank bei ihrer Gründung und war dort zuletzt Vorsitzender des Umweltrats.
Er starb unerwartet im 65. Lebensjahr an den Folgen eines Schlaganfalls.